# Салча (комуна, Мехедінць)
Салча (рум. Salcia) — комуна у повіті Мехедінць в Румунії. До складу комуни входить єдине село Салча.
Комуна розташована на відстані 254 км на захід від Бухареста, 59 км на південь від Дробета-Турну-Северина, 73 км на захід від Крайови.

## Населення
За даними перепису населення 2002 року у комуні проживали 3442 особи. Усі жителі комуни рідною мовою назвали румунську.
Національний склад населення комуни:
| Національність | Кількість осіб | Відсоток |
| -------------- | -------------- | -------- |
| румуни         | 3423           | 99,4%    |
| цигани         | 18             | 0,5%     |
| угорці         | 1              | < 0,1%   |

Склад населення комуни за віросповіданням:
| Релігія     | Кількість осіб | Відсоток |
| ----------- | -------------- | -------- |
| православні | 3440           | 99,9%    |
| реформати   | 2              | 0,1%     |

## Зовнішні посилання
- Дані про комуну Салча на сайті Ghidul Primăriilor [Архівовано 15 червня 2009 у Wayback Machine.]